# جوناس سوتامو
جوناس سوتامو (انگلیسی: Joonas Suotamo؛ زادهٔ ۳ اکتبر ۱۹۸۶) یک بازیگر و بازیکن بسکتبال اهل فنلاند است.
از فیلم‌ها یا برنامه‌های تلویزیونی که وی در آن نقش داشته‌است می‌توان به جنگ ستارگان: نیرو برمی‌خیزد، سولو: داستانی از جنگ ستارگان اشاره کرد.